# Eumerus serratus
Eumerus serratus är en tvåvingeart som beskrevs av Mario Bezzi 1915. Eumerus serratus ingår i släktet månblomflugor, och familjen blomflugor. Inga underarter finns listade i Catalogue of Life.